# Luis III del Palatinado

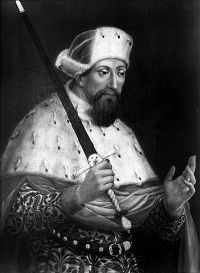
Retrato de Luis III del Palatinado, circa 1607.

Luis III, conde palatino del Rin apodado el Barbudo (en alemán: Ludwig III. der Ältere o der Bärtige) (23 de enero de 1378-Heidelberg, 30 de diciembre de 1436) fue un Elector Palatino del Rin de la casa de Wittelsbach entre 1410-1436.

## Biografía
Luis III era el tercer hijo del rey Roberto III del Palatinado y de su esposa Isabel de Nuremberg. Durante la campaña de su padre en Italia en 1401-1402 Luis sirvió como vicario imperial. Sucedió a su padre en 1410 como elector del Palatinado, pero no para la corona alemana. El Palatinado se dividió entre los cuatro hijos supervivientes de Roberto. Como hijo sobreviviente mayor y nuevo Príncipe Elector, Luis III recibió la parte principal, Juan el Palatinado-Neumarkt, Esteban el Palatinado-Simmern y Otón el Palatinado-Mosbach.
Luis III fue miembro de la Sociedad del perico y de la Liga de Constanza. Muy culto y religioso, fue mecenas de la Universidad de Heidelberg. Luis III actuó como vicario de Segismundo, emperador del Sacro Imperio y era su portavoz durante el Concilio de Constanza. Como tal Luis más tarde también ejecutó las sentencias contra Jan Hus y Jerónimo de Praga. También arrestó al antipapa Juan XXIII en 1415.
Luis III regresó muy enfermo de una peregrinación en 1427 en Tierra Santa que había organizado después de la muerte de su hijo Roberto. Desde 1430 en adelante estaba casi ciego y en 1435 fue privado del poder por su esposa y asesores. Al año siguiente murió y fue sucedido por su hijo Luis IV.

### Matrimonio y descendencia
Luis III se casó dos veces. En primer lugar, el 6 de julio de 1402 con Blanca de Inglaterra (1392 - 21 de mayo de 1409), hija del rey Enrique IV de Inglaterra y María de Bohun. Tuvieron un hijo, Roberto (22 de mayo de 1406 - 20 de mayo de 1426). Este matrimonio trajo la Corona Palatina a manos de los Wittelsbach. 
En segundas nupcias esposó el 30 de noviembre de 1417 a Matilde de Saboya, hija de Amadeo, Príncipe de Acaya. Tuvieron cinco hijos: 
- Matilde del Palatinado (7 de marzo de 1419 - 1 de octubre de 1482), se casó en 1434 con el conde Luis I de Wurtemberg-Urach y en 1452 con el duque Alberto VI de Austria.
- Luis IV del Palatinado (1 de enero de 1424 - 13 de agosto de 1449).
- Federico I del Palatinado (1 de agosto de 1425 - 12 de diciembre de 1476).
- Roberto (27 de febrero de 1427 - 26 de julio de 1480), arzobispo príncipe elector de Colonia.
- Margarita (c. 1428 - 23 de noviembre de 1466), monja en el monasterio de Liebenau.